# 1962 v športu
1962 v športu.

## Avto - moto šport
- Formula 1: Graham Hill, Združeno kraljestvo, BRM, je slavil s štirimi zmagami in 42 točkami, konstruktorski naslov je šel prav tako v roke moštva BRM z osvojenimi 42 točkami
- 500 milj Indianapolisa: slavil je Rodger Ward, ZDA, z bolidom Watson/Offenhauser, za moštvo Leader Cards[1]

## Kolesarstvo
- Tour de France 1962: Jacques Anquetil, Francija
- Giro d'Italia: Franco Balmamion, Italija

## Košarka
- Pokal evropskih prvakov: Dinamo Tbilisi
- NBA: Boston Celtics slavijo s 4 proti 3 v zmagah nad Los Angeles Lakers[2]

## Nogomet
- Pokal državnih prvakov: SL Benfica je slavila s 5-3 proti Realu[3]
- Svetovno prvenstvo v nogometu - Čile 1962: Brazilija slavi nad Češkoslovaško, tretje mesto je osvojilo Čile [4]

## Smučanje
- Alpsko smučanje: 
  - Svetovno prvenstvo v alpskem smučanju - Chamonix 1962:
  - Moški: 
    - Slalom: Charles Bozon, Francija
    - Veleslalom: Egon Zimmermann, Avstrija
    - Smuk: Karl Schranz, Avstrija
    - Kombinacija: Karl Schranz, Avstrija

  - Ženske: 
    - Slalom: Marianne Jahn, Avstrija
    - Veleslalom: Marianne Jahn, Avstrija
    - Smuk: Christl Haas, Avstrija
    - Kombinacija: Marielle Goitschel, Francija
- Nordijsko smučanje:  
  - Svetovno prvenstvo v nordijskem smučanju - Zakopane 1962: 
    - Smučarski skoki: 
      - Srednja skakalnica: Toralf Engan, Norveška
      - Velika skakalnica: Helmut Recknagel, Vzhodna Nemčija

## Tenis
- Moški:
  - Odprto prvenstvo Avstralije: Rod Laver, Avstralija[5]
  - Odprto prvenstvo Anglije - Wimbledon: Rod Laver, Avstralija[6]
- Ženske: 
  - Odprto prvenstvo Avstralije: Margaret Smith Court, Avstralija[7]
  - Odprto prvenstvo Anglije - Wimbledon: Karen Hantze Susman, ZDA[8]
- Davisov pokal: Avstralija slavi s 5-0 proti Mehiki[9]

## Hokej na ledu
- NHL - Stanleyjev pokal: Toronto Maple Leafs slavijo s 4 proti 2 v zmagah nad Chicago Black Hawks
- SP 1962: 1. Švedska, 2. Kanada, 3. ZDA[10]

## Rojstva
- 19. januar: Vasja Bajc, slovenski smučarski skakalec in skakalni trener
- 24. januar: Zoë Haas-Barmettler, švicarska alpska smučarka
- 25. januar: František Procházka, češki hokejist († 2012)
- 2. februar: Anne-Flore Rey-Tafani, francoska alpska smučarka
- 13. februar: Claudine Emonet-Profit, francoska alpska smučarka
- 19. februar: Hana Mandlíková, češka tenisačica
- 2. marec: Peter Andersson, švedski hokejist
- 3. marec: Jackie Joyner-Kersee, ameriška atletinja
- 5. marec: Anatolij Semjonov, ruski hokejist
- 6. marec: Andreas Felder, avstrijski smučarski skakalec
- 6. marec: Erika Hess, švicarska alpska smučarka
- 22. marec: Marta Bon, slovenska rokometna trenerka
- 26. marec: Andrej Lavrov, ruski rokometaš
- 28. marec: Jure Franko, slovenski alpski smučar
- 3. april: Jaroslav Benák, češki hokejist
- 10. april: Jukka Tammi, finski hokejist
- 29. april: Tomáš Jelínek, češki hokejist
- 11. maj: Grega Benedik, slovenski alpski smučar
- 18. maj: Zvonimir Bolta, slovenski hokejist
- 10. junij: Brigitte Oertli, švicarska alpska smučarka
- 11. junij: Olga Charvátová-Križová, češka alpska smučarka
- 4. julij: Pam Shriver, ameriška tenisačica
- 20. julij: Primož Ulaga, slovenski smučarski skakalec
- 14. avgust: Horst Bulau, kanadski smučarski skakalec
- 20. avgust: Rajko Lotrič, slovenski smučarski skakalec
- 26. september: Jonas Bergqvist, švedski hokejist
- 27. september: Christelle Guignard, francoska alpska smučarka
- 30. september: Frank Rijkaard, nizozemski nogometaš in trener
- 5. oktober: Michael Andretti, ameriški dirkač Formule 1
- 16. oktober: Tamara McKinney, ameriška alpska smučarka
- 26. oktober: Davo Karničar, slovenski alpinist in ekstremni smučar
- 3. november: Slavko Kotnik, slovenski košarkar
- 11. november: Vegard Opaas, norveški smučarski skakalec
- 12. december: Tracy Austin, ameriška tenisačica
- 23. december: Bertrand Gachot, belgijsko-francoski dirkač Formule 1
- 31. december: Gertraud »Traudl« Hächer-Gavet, nemška alpska smučarka

## Smrti
- 27. januar: Percy LeSueur, kanadski hokejist (* 1881)
- 5. februar: Agnes Mary »Agatha« Morton-Stewart, angleška tenisačica (* 1872)
- 16. marec: Fred Pentland, angleški nogometaš in trener (* 1883)
- 12. april: Ron Flockhart, britanski dirkač Formule 1 (* 1923)
- 10. julij: Tommy Milton, ameriški dirkač (* 1893)
- 9. avgust: Poul »Tist« Nielsen, danski nogometaš (* 1891)
- 15. avgust: Dan Bain, kanadski vsestranski športnik, hokejist,... (* 1874)
- 1. november: Ricardo Rodríguez, mehiški dirkač Formule 1 (* 1942)
- 11. november: Evgen Bergant, slovenski športnik in telesnokulturni delavec ( * 1903)
- 19. november: Edy Reinalter, švicarski alpski smučar (* 1920)